# Pavel Srniček
Pavel Srniček (10. března 1968 Ostrava – 29. prosince 2015 Ostrava), často chybně uváděný jako Srníček, byl český fotbalový brankář a reprezentant, stříbrný medailista z mistrovství Evropy 1996. Na klubové úrovni chytal mimo ČR v Anglii, Itálii a Portugalsku. Za rok 2000 vyhrál cenu Františka Pláničky pro nejlepšího českého brankáře.
Po skončení hráčské kariéry se stal trenérem brankářů, naposledy působil v klubu AC Sparta Praha. Také byl příležitostným hostem-expertem ve studiu ČT během přímých přenosů fotbalových utkání.
V červenci 2016 byl na jeho počest přejmenován fotbalový stadion v Bohumíně na Fotbalový areál Pavla Srnička.

## Mimo hřiště
Matka Bernadette pochází z Francie, díky tomu měl i francouzský pas, otec byl dřevorubec z Bohumína.
V prosinci 2015 pokřtil v anglické konurbaci Tyneside svou životopisnou knihu Pavel is a Geordie.

## Klubová kariéra
Začínal v Bohumíně, dále hrál v Baníku Ostrava, odkud přestoupil v roce 1991 po jedné vydařené sezóně za 350 000 britských liber (tehdy cca 13 milionů Kč) do anglického klubu Newcastle United, kde se propracoval do pozice prvního brankáře. V sezóně 1992/93 pomohl Newcastlu k postupu do anglické Premier League, byl součástí mužstva přezdívaného Entertainers, kterému v sezóně 1995/96 těsně unikl ligový titul (Newcastle byl v závěru předstižen Manchesterem United). Po příchodu irského brankáře Shay Givena však začal vysedávat na lavičce náhradníků a chytal jen občas. Proto se rozhodl ke krátkému hostování v Baníku Ostrava, po kterém přestoupil z Newcastlu do Sheffieldu Wednesday. Zde se stal hvězdou a i když se klubu nedařilo, patřil k nejlepším brankářům soutěže. Tým však sestoupil a Pavel po EURU 2000 změnil dres, přestoupil do týmu nováčka italské Serie A Brescia Calcio, zde se mu však také příliš nevedlo a tým opustil.
Poté hrál za provinční Cosenzu, pak se vrátil na Britské ostrovy na lavičku Portsmouth FC a díky jménu Luďka Mikloška (bývalý brankář Baníku Ostrava, West Hamu United a československé reprezentace) do týmu West Ham United FC, odtud se vydal do Portugalska do klubu SC Beira-Mar. Zde byl opět jedničkou, ale podprůměrný celek sestoupil. Pavel se vrátil do klubu, ve kterém prožil nejlepší léta – do Newcastlu United, zde na pozici brankářské trojky ukončil ve věku 39 let svoji profesionální kariéru (stihl odchytat 2 ligové zápasy). Celkem zasáhl v dresu Newcastlu do 190 zápasů (v různých soutěžích).

## Reprezentační kariéra
V A-mužstvu Česka debutoval 12. 10. 1994 v kvalifikačním zápase v Attardu proti reprezentaci Malty, kde vychytal čisté konto (remíza 0:0).
V létě 1996 se zúčastnil jako náhradní brankář za Petrem Koubou mistrovství Evropy v Anglii, kde český tým získal stříbrnou medaili. Nezasáhl však do žádného zápasu. Chytal na Konfederačním poháru FIFA 1997 v saúdskoarabském Rijádu, s týmem se mohl radovat ze zisku bronzové medaile.
Poté si jako reprezentační jednička zachytal na EURU 2000, kde čeští fotbalisté nepostoupili ze základní skupiny D (Nizozemsko, Francie, ČR, Dánsko). Pavel odchytal všechny tři zápasy českého týmu na šampionátu. Srniček odchytal v letech 1994–2001 v českém národním týmu celkem 49 utkání. Po neúspěšné baráži na MS 2002 v Japonsku a Jižní Koreji jej reprezentační trenéři přestali povolávat a příležitost dostal mladý Petr Čech.

### Reprezentační zápasy
Zápasy Pavla Srnička v A-mužstvu české reprezentace
| Rok    | Zápasy | Góly |
| ------ | ------ | ---- |
| 1994   | 2      | 0    |
| 1995   | 1      | 0    |
| 1996   | 4      | 0    |
| 1997   | 12     | 0    |
| 1998   | 0      | 0    |
| 1999   | 10     | 0    |
| 2000   | 8      | 0    |
| 2001   | 12     | 0    |
| Celkem | 49     | 0    |

## Trenérská kariéra a úmrtí
Po skončení hráčské kariéry si založil brankářskou školu. Společně s trenérem Jaroslavem Hřebíkem působil u české mládežnické reprezentace, s výběrem U19 slavil v létě 2011 zisk stříbrných medailí z mistrovství Evropy hráčů do 19 let v Rumunsku. V prosinci 2011 jej Jaroslav Hřebík jako generální manažer Sparty Praha angažoval do role trenéra brankářů tohoto klubu, zde působil až do prosince 2015.
Dne 20. prosince 2015 Srniček zkolaboval při rekreačním běhu a utrpěl srdeční zástavu. V kritickém stavu byl převezen do ostravské fakultní nemocnice v Porubě, kde pobýval v umělém spánku devět dní. Podporu mu vyjádřilo mnoho osobností a mj. také všechny anglické fotbalové kluby, v nichž působil.
Na následky zástavy zemřel 29. prosince 2015 v odpoledních hodinách ve věku 47 let. Den předtím u něho vyšetření odhalilo nevratné poškození mozku – mozkovou smrt a lékaři tak rozhodli o odpojení od přístrojů, které jej udržovaly při životě.

## Týmy

### Juniorské
- 1977–1982 – TJ Viktorie Bohumín
- 1982–1985 – TJ ŽD Bohumín
- 1985–1987 – TJ Baník Ostrava OKD
- 1987–1988 – VTJ Tábor
- 1988–1990 – Dukla Praha

### Seniorské
- 1990–1991 – FC Baník Ostrava 30 ligových zápasů
- 1991–1998 – Newcastle United FC 149 ligových zápasů
- 1998 – FC Baník Ostrava 6 ligových zápasů
- 1998–2000 – Sheffield Wednesday FC 44 ligových zápasů
- 2000–2003 – Brescia Calcio 32 ligových zápasů
- 2003 – AS Cosenza
- 2003–2004 – Portsmouth FC 3 ligové zápasy
- 2004 – West Ham United FC 3 ligové zápasy
- 2004–2006 – SC Beira-Mar 61 ligových zápasů
- 2006–2007 – Newcastle United FC 2 ligové zápasy

### Trenérské
- –2011: česká fotbalová reprezentace do 19 let – trenér brankářů[2]
- 2011–2015: AC Sparta Praha – trenér brankářů[2]